# Xã Brittian, Quận Hettinger, Bắc Dakota
Xã Brittian (tiếng Anh: Brittian Township) là một xã thuộc quận Hettinger, tiểu bang Bắc Dakota, Hoa Kỳ. Năm 2010, dân số của xã này là 17 người.